# Taumelscheibe

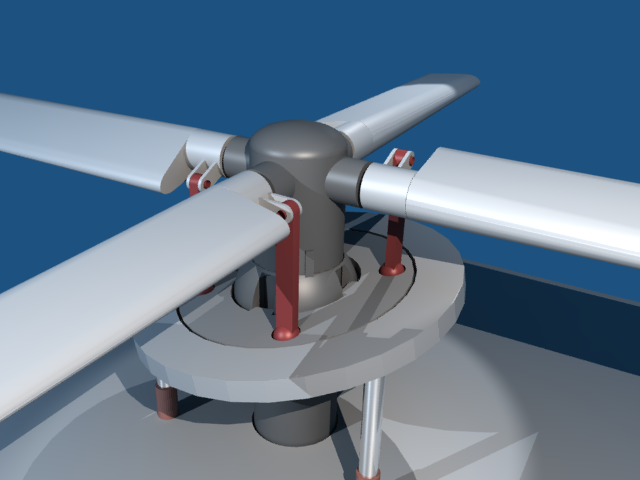
Geneigte Taumelscheibe

Die Taumelscheibe ist ein wesentliches Steuerungselement beim Hubschrauber, das die (rumpffesten und linearen) Steuereingaben auf den Hauptrotor, d. h. auf die umlaufenden Rotorblätter überträgt. Die Taumelscheibe besteht aus einem drehbaren und einem festen Teil. Sie ist um den Rotormast gelagert, lässt sich axial zum Rotormast verschieben und quer zum Rotormast neigen. Die Bezeichnung Taumelscheibe rührt daher, dass der mit dem Rotor drehende Teil vom Piloten beliebig gegen die Rotorachse geneigt („getaumelt“) werden kann. Bei einer festen Einstellung der Neigung taumelt die Scheibe jedoch nicht, sondern rotiert um die geneigte Achse (im Gegensatz z. B. zur Taumelscheibe eines Taumelscheibenmotors).
Anmerkung: Dieser Artikel beschreibt die in Hubschraubern verwendeten Taumelscheiben. Andere, ebenfalls als Taumelscheiben bezeichnete technische Bauelemente mit ganz anderer Funktion (z. B. in Kompressoren, Motoren, Pumpen) werden hier nicht behandelt.
Die Taumelscheibe dient einerseits zur zyklischen Blattverstellung zur Steuerung der Lage der Rotorkreisebene im Raum zum Erzielen der vertikalen und horizontalen Bewegung des Fluggerätes, andererseits kann mit der Taumelscheibe die kollektive Blattverstellung, die Änderung des Anstellwinkels aller Hauptrotorblätter und damit des Auftriebs, bewerkstelligt werden.

## Funktionsprinzip

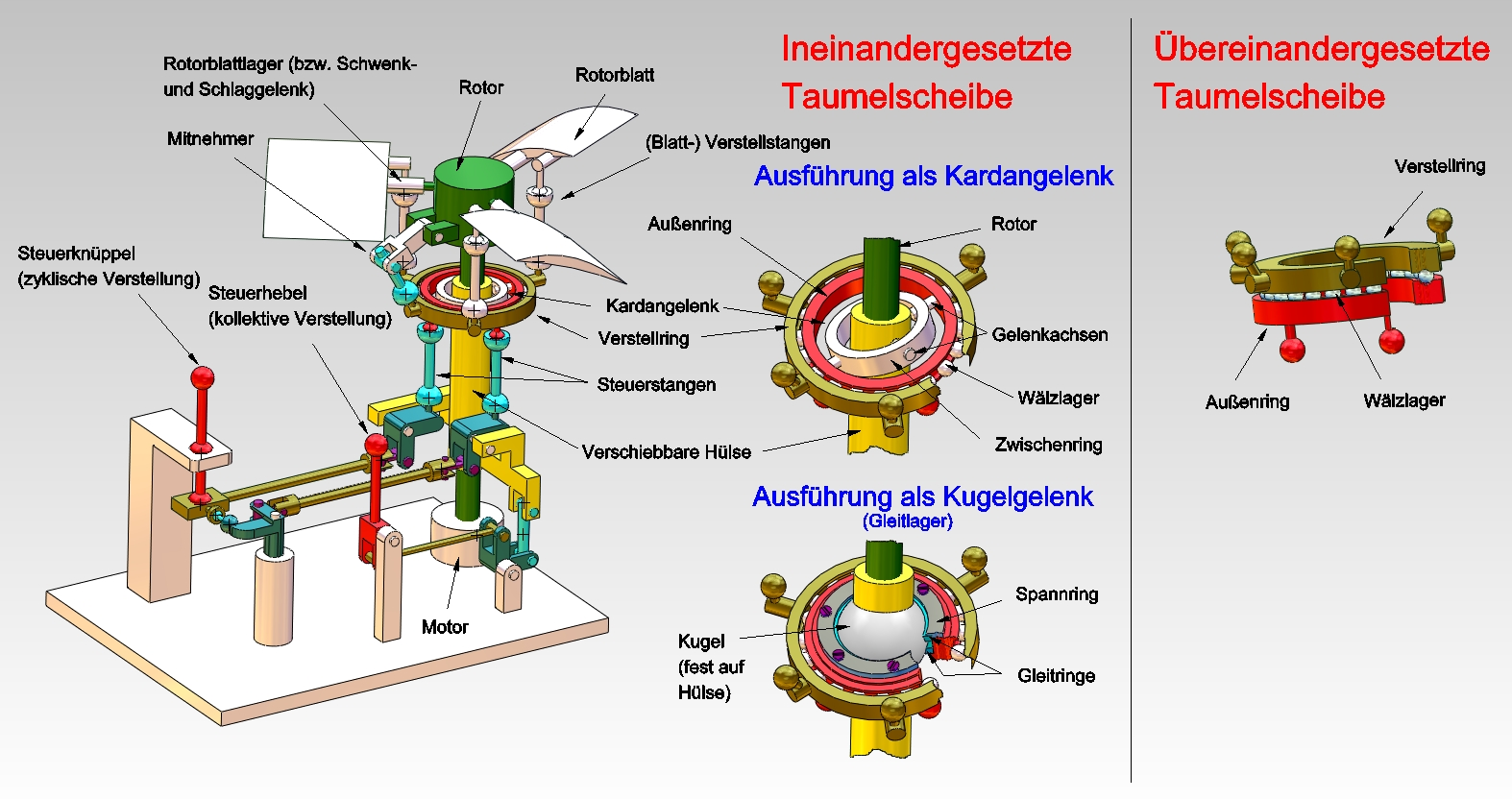
Prinzip einer Taumelscheibe
- Animation: Kollektive Blattverstellung (steigen, sinken) mit Kardangelenk-Taumelscheibe
- Animation: Zyklische Blattverstellung (vorwärts, rückwärts) mit Kardangelenk-Taumelscheibe
- Animation: Zyklische Blattverstellung (seitwärts) mit Kardangelenk-Taumelscheibe
- Animation: Zyklische Blattverstellung (vorwärts, rückwärts, seitwärts) mit Kardangelenk-Taumelscheibe

Grundlegendes Element der Rotorblattverstellung bei Hubschraubern ist ein Kardangelenk oder ein Kugelgelenk. Beide Gelenkarten ermöglichen dem Übertragungselement Taumelscheibe durch ihre kardanische Aufhängung die notwendigen Freiheitsgrade zum Neigen und stellen andererseits deren konzentrische Position auf der Rotorwelle sicher. Historisch basierte die Taumelscheiben- bzw. Hubschrauberentwicklung zunächst auf der Verwendung von Kardangelenken.
Die nachfolgende Erläuterung geht von einem Hubschrauber in üblicher Haupt-/Heckrotorkonfiguration mit halbstarrem oder starrem Rotorsystem aus.
Das Kardangelenk ist mit einer seiner Achsen an einer längs der Hauptrotorwelle verschiebbaren koaxialen Hülse befestigt, die sich nicht mit dem Rotor dreht. Die zweite Gelenkachse verbindet den Zwischenring mit einem sich ebenfalls nicht drehenden Außenring. Der Steuerknüppel und der Steuerhebel (Pitchhebel) sind mit den gelenkig am Außenring befestigten Steuerstangen (mindestens zwei) bzw. mit der verschiebbaren Hülse über Gestänge, Gelenke und Winkelhebel verbunden (ggf. auch über eine Servohydraulik). Mit dem Pitchhebel kann der Pilot die Schiebehülse samt der Taumelscheibe vertikal auf der Rotorwelle verschieben und gleichzeitig mit dem Steuerknüppel über zwei Steuerstangen die Achse des Gelenk-Außenringes gegenüber der Rotorachse in beliebiger Weise neigen.
Alternativ ermöglicht ein Kugelgelenk anstelle des Kardangelenks die Neigungsfreiheit des Außenrings. Der Außenring ist dabei über Gleitringe auf der kugelförmig gestalteten Schiebehülse gelagert.
Auf dem Gelenk-Außenring ist der Verstellring koaxial drehbar mit Wälzlagern gelagert. Je nach gewählter Konstruktion und Wälzlagerkonfiguration (ein oder mehrere Radial- und/oder Axiallager) sind Außenring und Verstellring ineinander oder übereinander gesetzt (vgl. Bild). Vom Rotor wird der umlaufende Verstellring der Taumelscheibe über einen Mitnehmer, meist in der Form eines Scherengelenks, angetrieben. Rotor und Verstellring bewegen sich also synchron. Der Verstellring ist über Gelenke und Blattverstellstangen mit den in ihren Halterungen um ihre Längsachse drehbar gelagerten Rotorblättern verbunden (ggf. noch über Blattverstellhebel), so dass sich je nach Neigung bzw. Verschiebung der Taumelscheibe bestimmte Anstellwinkel der Rotorblätter ergeben. Die Größe der Auftriebskraft ist vom Anstellwinkel abhängig.
Im engeren Sinn versteht man unter der Hubschrauber-Taumelscheibe das Kardan- bzw. Kugelgelenk mit dem darauf befindlichen Verstellring. Es ist jedoch sinnvoller, unter Berücksichtigung der anderen (notwendigen) Teile von einem Taumelscheibenkonzept für die Rotorblattverstellung zu sprechen.
Bei kollektiver Verstellung der Rotorblätter besitzen diese den gleichen Anstellwinkel, der sich während der Rotorrotation nicht ändert. Die Rotationsachse des Verstellringes fällt mit der Achse des Rotors zusammen. Durch Verschiebung der Hülse (und damit der Taumelscheibe) werden die Anstellwinkel aller Blätter in gleicher Weise verändert, so dass ein Steigen oder Sinken des Hubschraubers erreicht werden kann.
Durch Neigung der Außenring- und damit der Taumelscheibenachse gegen die Rotorachse wird eine zyklische Verstellung der Rotorblätter ermöglicht. Die Rotorblätter ändern während des Rotorumlaufs periodisch ihren Anstellwinkel. Die Richtung und Lage der erzeugten Auftriebskraft fällt nicht mehr mit der Rotorachse zusammen. Die Rotorebene neigt sich in eine vom Piloten gewünschte, über den Steuerknüppel gesteuerte Richtung. Als Folge bewegt sich der ganze Hubschrauber in Richtung des geneigten Auftriebs- bzw. Schubvektors des Hauptrotors.
In den obigen Animationen ist auf die jeweilige Knüppel- bzw. Taumelgelenkstellung und die daraus resultierenden Rotorblattstellungen zu achten. Hinsichtlich der zyklischen Blattverstellung sind beispielhaft nur drei mögliche Blattverstellungen dargestellt. Der Steuerknüppel kann jedoch beliebig bewegt werden. Der Steuerknüppel und der Steuerhebel können gleichzeitig betätigt werden (die kollektiven und zyklischen Steuereingaben werden „gemischt“, also überlagert).
Ein ähnliches Prinzip der zyklischen Verstellung unter Verwendung eines Kardangelenkes wurde im 19. Jahrhundert zur Flügelverstellung bei einer Anlage zur Nutzung der Windkraft angewendet. Die Verstellung erfolgte dabei jedoch je nach Windrichtung selbsttätig (siehe Klappflügel-Rotor).

## Erfinder der Taumelscheibe
In Russland gilt Boris Nikolajewitsch Jurjew (russisch Борис Николаевич Юрьев) als Erfinder der Taumelscheibe. Bereits 1911 soll er die theoretischen Grundlagen für die kollektive und zyklische Blattverstellung mittels Taumelscheibe geschaffen und auf dieser Basis einen Hubschrauber entworfen haben (der allerdings nicht flog). Originaldokumente dazu stehen nicht zur Verfügung. Es kann nur auf russische populärwissenschaftliche Veröffentlichungen verwiesen werden, in denen auch der Erstflug eines (sowjetischen) Hubschraubers mit der Bezeichnung вертолет 1-ЭА (Hubschrauber 1-EA) im Jahre 1930 behauptet wird. Dieser soll eine Gipfelhöhe von 605 m erreicht, damit einen Weltrekord aufgestellt, jedoch noch viele Mängel aufgewiesen haben.
In Deutschland wird Henrich Focke als der Erfinder der Taumelscheibe angesehen. Sein Hubschrauber FW 61 flog erstmals 1936. Dessen zwei gegenläufige Rotoren waren mit speziellen Verstelleinrichtungen für die Rotorblätter versehen, die jedoch nicht dem oben erläuterten Prinzip heutiger Taumelscheiben entsprachen. Das Patent für diese Verstelleinrichtungen wurde 1938 angemeldet. Darin wird als Miterfinder Willi Bußmann genannt. Sein Anteil an der Erfindung ist unklar. Ebenso unklar ist, ob Focke und Bußmann die Arbeiten von Jurjew gekannt haben (bzw. ob diese schon Allgemeingut bei den verschiedenen Hubschrauberentwicklern waren). In der Patentschrift wird das heute übliche Taumelscheiben-Prinzip jedenfalls als bereits bekannt vorausgesetzt und taucht infolgedessen in den Patentansprüchen nicht auf. Ob es dazu ein vorhergehendes Patent von Focke oder einem anderen Erfinder gab, ist offen.
Festzuhalten ist also, dass Focke den ersten voll einsatzfähigen Hubschrauber weltweit unter Verwendung von Rotorblatt-Verstelleinrichtungen schuf, die eine kollektive und zyklische Blattverstellung erlaubten. Das Prinzip dieser Verstelleinrichtungen kann jedoch nicht als Ursprungsentwurf heutiger Taumelscheiben angesehen werden, so dass es nicht ganz zutreffend ist, Focke ohne weitere Erläuterungen als Erfinder der Taumelscheibe zu bezeichnen.
Die Betätigung der Rotorblatt-Verstellung beim FW 61 (und auch beim FA 223) erfolgte nicht über Gestänge, sondern wegen der weit außenliegenden beiden Rotoren zweckmäßigerweise über Seilzüge.

## Rotorblatt-Verstelleinrichtung nach Focke und Bußmann

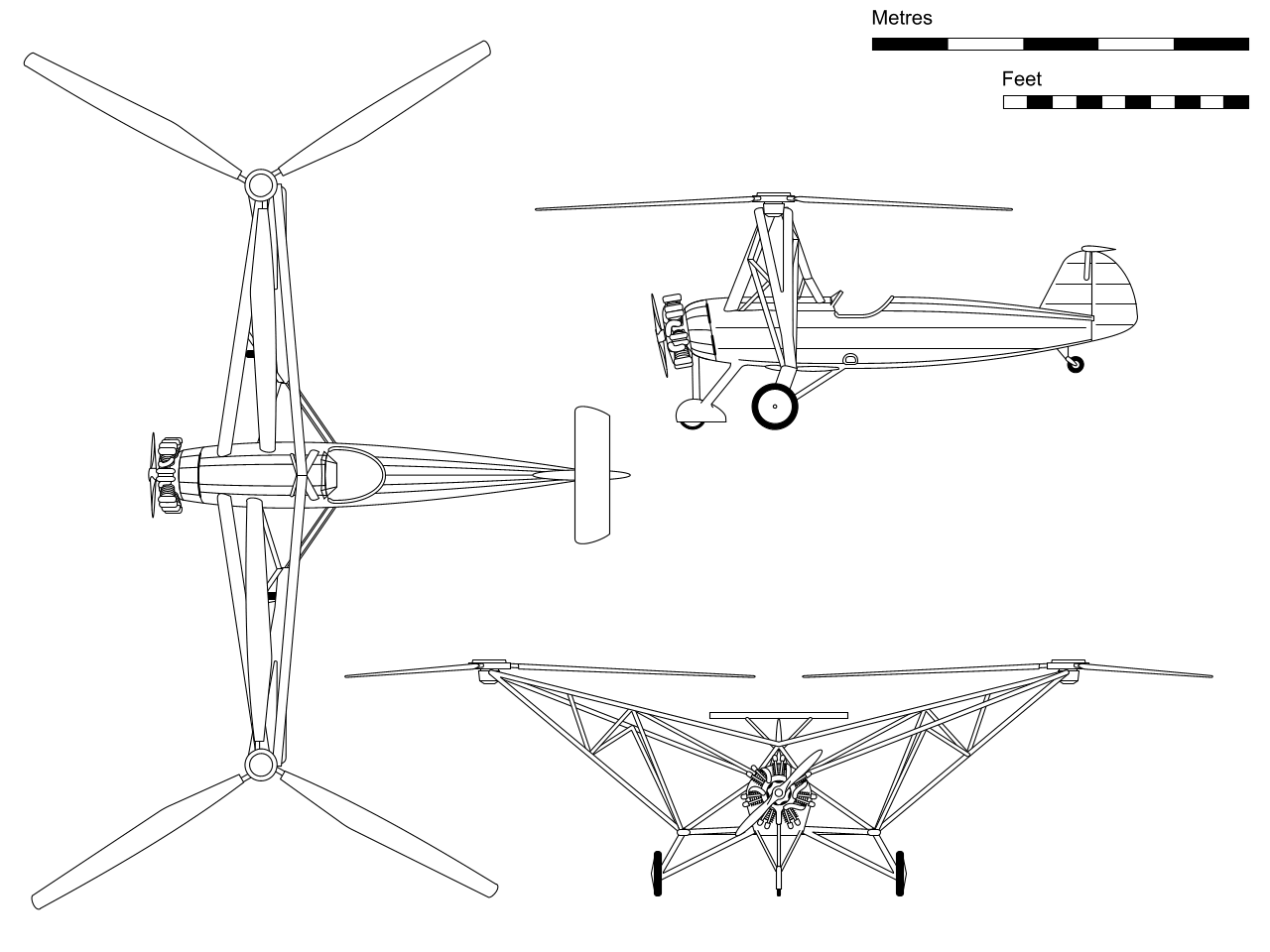
Dreiseitenansicht des FW 61
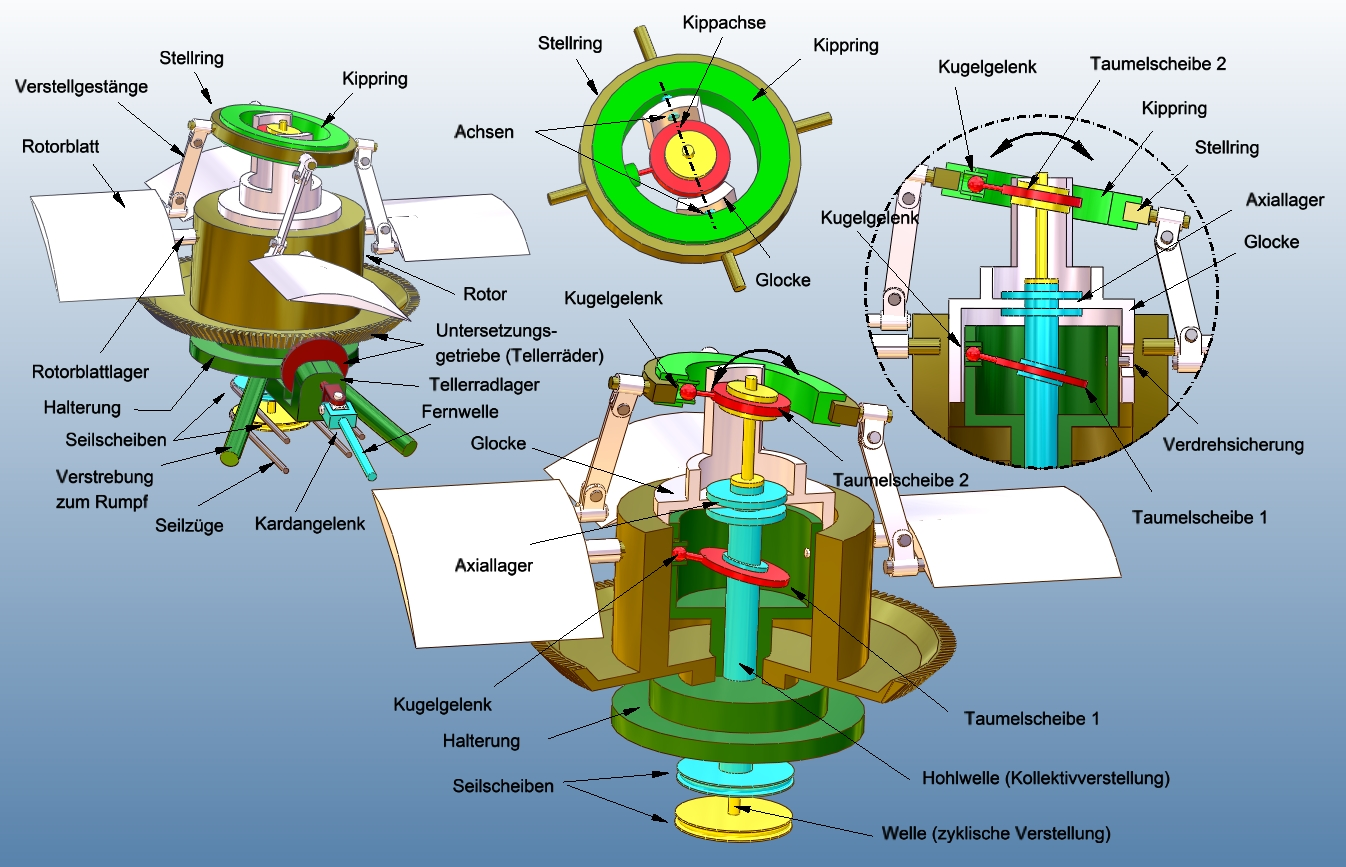
Prinzip der Rotorblatt-Verstelleinrichtung nach Focke und Bußmann
Animation: Zyklische Blattverstellung (vorwärts, rückwärts)
Animation: Kollektive Blattverstellung (steigen, sinken) bei fest eingestellter zyklischer Verstellung
- Rotorblattverstellung beim Horizontalflug

Die Rotorblattverstelleinrichtung war für einen Doppelrotor-Hubschrauber entsprechend dem Konzept von Focke vorgesehen (z. B. Focke-Wulf Fw 61). In den obigen Bildern ist z. T. wegen der besseren Übersichtlichkeit ein Vierblatt-Rotor dargestellt. Focke hat Dreiblatt-Rotoren verwendet.

### Funktionsprinzip
Die beiden Rotoren sind auf Halterungen rotatorisch gelagert, die über Verstrebungen (Ausleger) am Rumpf befestigt sind. Zwei sogenannte Fernwellen führen vom Motor zum jeweiligen Rotor. Mit jeder Fernwelle ist über ein Kardangelenk ein Tellerrad verbunden, das mit einem am entsprechenden Rotor angebrachten Tellerrad zusammenarbeitet und ein Untersetzungsgetriebe bildet. Die hohe Motordrehzahl wird auf die relativ niedrige Rotordrehzahl herabgesetzt. Die Tellerräder sind an den Halterungen gelagert. Die Kardangelenke dienen dem Ausgleich von Fluchtungsfehlern. Auch die Verbindung der Fernwellen zum Motor erfolgt über Kardangelenke.
Am Rotor sind über entsprechende Lager die Rotorblätter befestigt. Deren Anstellwinkel kann mit Verstellgestängen verändert werden. Wie beim oben beschriebenen Taumelprinzip sind die Verstellgestänge mit einem synchron mit dem Rotor rotierenden Stellring gelenkig verbunden. Unklar ist, ob ein Mitnehmer vorgesehen war, oder die Rotation des Rotors über die Verstellgestänge auf den Stellring übertragen wurde.
Gelagert ist der Stellring auf einem sich nicht drehenden Kippring, der von zwei an der sogenannten Glocke befestigten fluchtenden Achsen winkelbeweglich geführt wird (also nicht getaumelt, sondern nur gekippt werden kann). Die Glocke ist verdrehgesichert axial verschiebbar. Zwei ebenfalls längs der Rotorachse verschiebbare und in der Halterung gelagerte ineinandergesetzte Wellen sind mit Seilscheiben versehen, die über Seilzüge vom Cockpit aus verdreht werden. Die Seilzüge sind an den Auslegern über Umlenkrollen geführt. Die äußere Welle (Hohlwelle) ist mit einem Axiallager mit der Glocke verbunden.
Auf den Wellen sind drehbar, jedoch mit gegen die Wellenachsen geneigten Achsen Taumelscheiben gelagert. Mit ihnen verbundene Schub-Kugelgelenke wirken mit dem Kippring bzw. der Halterung zusammen und verhindern ein Verdrehen der Taumelscheiben. Es sind dies Taumelscheiben im üblichen technischen Sinne, d. h., bei Verdrehung der tragenden Welle verlagert sich die Achse der Scheibe und taumelt.
Bei Drehung der Seilscheiben vom Cockpit aus über die Seilzüge kann durch die verschiebende Wirkung der Kugelgelenke der Kippring (und damit der Stellring) gekippt bzw. angehoben werden und so eine kollektive bzw. zyklische Verstellung der Rotorblätter erreicht werden (siehe Animationen). Da der Stellring nur gekippt werden kann, ist die zyklische Verstellung auf „vorwärts“ bzw. „rückwärts“ beschränkt.
Das war in Fockes Konzept jedoch kein Nachteil, da er sich von der Doppelrotorvariante eine hohe Manövrierfähigkeit versprach. Beispielsweise ist ein Seitwärtsflug dadurch möglich, dass der Anstellwinkel eines Rotors kollektiv größer ist als der des anderen und ein Kurvenflug bei entsprechendem Unterschied der Anstellwinkel der zyklischen Verstellung. Ein Drehen auf der Stelle kann durch gegenläufige zyklische Verstellung erreicht werden (ein Rotor „vorwärts“, der andere „rückwärts“).
Die Verstelleinrichtung ermöglichte also die Verkippung und Verschiebung des Stellrings mit Hilfe zweier Taumelscheiben, die jedoch nicht direkt an der Rotorblattverstellung beteiligt waren. Die Verstellung selbst erfolgte durch den Stellring. Evtl. liegt in der Vernachlässigung dieses Unterschieds begründet, dass Focke als Erfinder der Taumelscheibe (im eingangs beschriebenen Sinne) angesehen wird.

## Flug und Steuerung des Hubschraubers
Ein Hubschrauber schwebt und bewegt sich als Drehflügler durch den Auftrieb und Schub des Hauptrotors. Dieser ist im aerodynamischen Sinne ein Flügel, der sich um den Rotormast dreht und in gewissen Grenzen mechanisch (Schlag- und Schwenkgelenke) oder elastisch beweglich ist. Der Hubschrauber fliegt in jede beliebige Richtung durch eine entsprechende Neigung der Rotorebene (angenommene Fläche, auf der die Rotorblätter drehen). Der Rotor erzeugt Auftrieb, um den Hubschrauber zu tragen. Zudem erzeugt er durch die Neigung den Schub für eine horizontale Bewegung.
Mit der kollektiven Blattverstellung, dem Pitch, verändert der Pilot den Anstellwinkel aller Rotorblätter gleichmäßig, was zum Steigen oder Sinken des Hubschraubers führt. Mit der zyklischen Steuerung (Stick) werden die Einstellwinkel der Rotorblätter während des Umlaufs des Rotors (zyklisch) verändert und dabei unterschiedlich angeströmt. Die Tragfähigkeit des einzelnen Rotorblattes variiert somit während seines Umlaufs. Durch den wechselnden aerodynamischen Auftrieb und das Heben oder Senken der Rotorblätter pro Umlauf wird die Rotorebene in die gewünschte Neigung zur Seite (Roll) oder nach vorn/hinten (Nick) gebracht.
Im System der Taumelscheibe werden beide Steuereingaben gemischt und die gewünschten Anstellungen des Flügelprofils über Heben, Senken oder Neigen der Taumelscheibe durch die Blattverstellhebel auf die sich drehenden einzelnen Rotorblätter übertragen. Dabei ist die Ausführung der kollektiven Blattverstellung durch die verschiebbare Taumelscheibe zwar bei vielen Typen heute üblich, kann jedoch auch mit anderen Mitteln wie z. B. über ein gesondertes Pitch-Gestänge in der hohlen Hauptrotorwelle und Mischhebeln an den Blattvertellhebeln wie beim Sikorsky R-4 gelöst werden. Die Taumelscheibe dient dann nur zur Steuerung der zyklischen Verstellung.
Auch mehrrotorige Hubschrauber wie z. B. Tandemhubschrauber verfügen über Taumelscheiben nach dem hier beschriebenen Prinzip an jedem Rotor, jedoch kann sich gegenüber dem Einzelrotorhubschrauber eine abweichende Übertragung und Mischung der Steuereingaben ergeben, um die gewünschten Flugmanöver ausführen zu können. Bei Koaxialhubschraubern wie den Kamow-Typen ist zwischen den beiden gegenläufigen Rotorebenen eine zweite, obere Taumelscheibe vorhanden, deren unterer Teil mit der Drehzahl und -Richtung des unteren Rotors läuft und deren oberer Teil mit dem gegenläufigen oberen Rotor. Sie wird über Steuerstangen von der unteren Haupttaumelscheibe mit angelenkt und überträgt deren Steuereingaben auf den gegensinnig laufenden oberen Rotorkopf; grundsätzlich verhält sich dieses System in Bezug auf die zyklische Blattverstellung jedoch weitgehend wie ein Einzelrotorhubschrauber. Auch das Kipprotor-Flugzeug V-22 Osprey bedient sich in der VTOL-Flugphase seiner Taumelscheiben zur Steuerung, erst nach dem Übergang in den Flugzeugflug wird von Taumelscheibensteuerung auf die aerodynamischen Ruderflächen gewechselt.

## Beschreibung am Beispiel Bölkow Bo 105

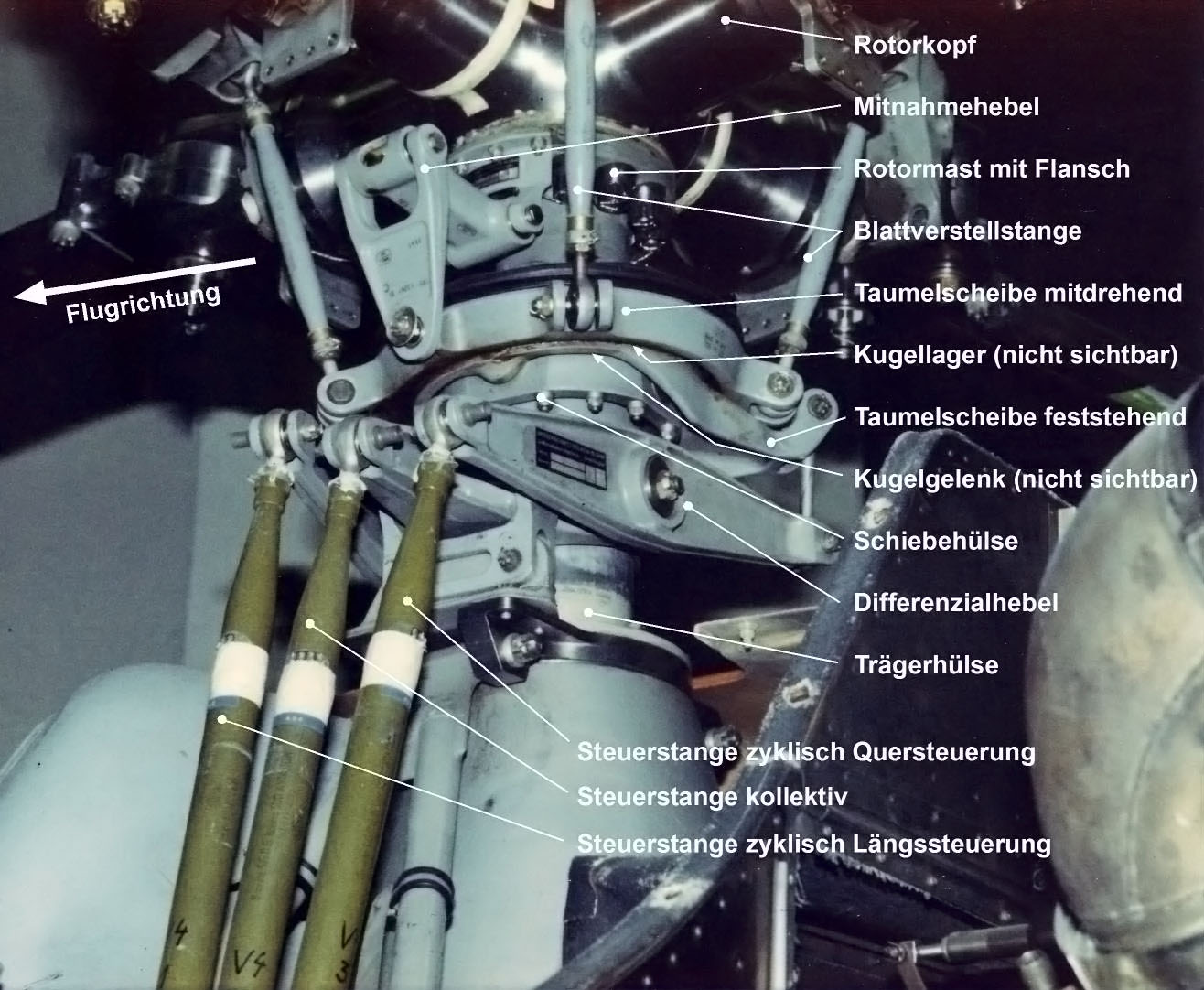
Taumelscheibe/Rotorsteuerung Bo 105

Die Taumelscheibe einer Bölkow Bo 105 besteht aus zwei über einen Kugellagerkranz gegeneinander drehbaren ringförmigen Teilen, im Bild als mitdrehend und feststehend bezeichnet. Beide Teile sind wiederum beweglich über eine Kardanische Aufhängung (Kugelgelenk, Gelenklager) an der Schiebehülse befestigt, was ein Schrägstellen der Einheit aus der Waagerechten bis ca. ± 10° erlaubt. Weiterhin ist die komplette Einheit über die Schiebehülse auf der getriebefesten Trägerhülse zum Rotormast nach oben und unten um ca. ± 30 mm verschiebbar. Im Inneren der Trägerhülse läuft der Rotormast, der mittig durch die Taumelscheibe gehend, am oberen Ende den Flansch zur Befestigung des Rotorkopfes trägt. Der obere mitdrehende Ring der Taumelscheibe ist über die Mitnahme-Gelenkhebel mit dem Rotorflansch verbunden und macht so die Drehungen des Rotors mit. Die Gelenke in den Hebeln erlauben dabei das Schrägstellen und das axiale Auf- und Abgleiten der Taumelscheibe.
Die kollektive Steuerstange verschiebt die Taumelscheibe axial, je nach Bewegung des Pitch durch den Piloten, nach oben oder unten. Die zyklischen Steuerstangen stellen über die Differenzialhebel die Neigung der Taumelscheibe je nach Steuerbewegung in Längsrichtung und/oder Querrichtung des Sticks ein. Die an der Schiebehülse gelagerten Differenzialhebel stellen sicher, dass zyklische und kollektive Steuereingaben einander nicht beeinflussen. Beim axialen Verschieben geht der mittlere Drehpunkt des Differenzialhebels mit; die zyklische Einstellung wird dabei nicht verändert.
Vom äußeren sich mitdrehenden Ring der Taumelscheibe führen die Blattverstellstangen zu den Blattverstellhebeln zur Winkeleinstellung des Rotorblattes. Ein axiales Verschieben der Taumelscheibe und der Blattverstellstangen erzeugt somit eine gleiche Winkeleinstellung an allen Rotorblättern. Eine Neigung der Taumelscheibe erzeugt eine unterschiedliche Winkeleinstellung an jedem Rotorblatt, da die Blattverstellstangen auf der einen Seite entsprechend der Neigung heruntergezogen und auf der anderen Seite nach oben geschoben werden. Beim Drehen des Rotors wechselt dann die Winkeleinstellung des Rotorblattes periodisch je Umlauf von seinem durch die Neigung der Taumelscheibe vorgegebenen minimalen zum maximalen Wert.

## Animationen

Bild anklicken
Taumelscheibe in neutraler Position
Zyklische Steuerung
Kollektive Steuerung angehoben

## Neigung der Taumelscheibe und der Rotorebene

Grafische Darstellung des zyklischen Rotorblattumlaufes bei Steuereingabe „Rollen nach rechts“

Die Bewegung eines Hubschraubers nach vorne oder hinten (nick) bzw. links oder rechts (roll) wird durch eine entsprechende Neigung der Rotorebene eingeleitet.
Damit sich die Rotorebene z. B. bei der Steuereingabe „Rollen nach rechts“ auch nach rechts neigt, das entsprechende Rotorblatt also bei der Seitwärtsneigung des Rotors auch genau an der rechten Seite in der Querachse am tiefsten Punkt in der Rotorebene läuft, muss es bereits deutlich vor Erreichen der Querachse angesteuert werden. Grund dafür ist, dass sich ein Rotorblatt elastomechanisch gesehen im Prinzip verhält wie ein Schwinger zweiter Ordnung, also ein Feder-Masse-Dämpfer-System. Der Winkel zwischen dem Ansteuerungspunkt und dem tatsächlichen Wirkpunkt in der Rotorebene wird Nacheilwinkel, Vorsteuerwinkel oder manchmal auch Vorlaufwinkel genannt und ist abhängig von der Schlageigenfrequenz des Rotorblattes. Die Schlageigenfrequenz des Rotorblattes wiederum ist abhängig vom Schlaggelenksabstand. Bei einer Konstruktion mit zentralem Schlaggelenk und ohne Schlagfeder, wie z. B. dem Robinson R22, ist die Schlageigenfrequenz identisch mit der Rotordrehfrequenz, weshalb die Phasennacheilung exakt 90° beträgt. Ein Schlaggelenksabstand größer Null erhöht die Eigenfrequenz, wodurch die Phasennacheilung kleiner als 90° wird. Bei der Bo 105 bspw., die einen gelenklosen Rotor besitzt, der mit einem Ersatzschlaggelenk bei 15 % des Rotorradius modelliert werden kann, beträgt der Nacheilwinkel etwa 78°. Die Neigungsrichtung der Taumelscheibe ist somit nicht identisch mit der Neigungsrichtung der Rotorebene und der gewünschten Flugrichtung. Beträgt der Nacheilwinkel des Rotors z. B. 78° (wie bei Bo 105), so müssen bei der Steuereingabe „Rollen nach rechts“ die nach vorne und nach hinten laufenden Rotorblätter bereits 78° vor Erreichen der Querachse angesteuert werden.
Die nebenstehende Grafik veranschaulicht dies am Beispiel eines linksdrehenden zweiblättrigen Hauptrotors mit einem Vorsteuerwinkel von 78°. Das nach hinten laufende Rotorblatt (hellgrün) wird bereits kurz nach Passieren der Längsachse mit maximal erforderlichem positiven Anstellwinkel angesteuert. Dadurch erhält es mehr Auftrieb und steigt bis zum Erreichen der Querachse auf den höchsten Punkt der Rotorebene. Gleichzeitig wird das nach vorne laufende Rotorblatt (hellblau) bereits kurz nach Passieren der Längsachse mit maximal erforderlichem negativen Anstellwinkel angesteuert. Dadurch wird der Auftrieb verringert oder sogar Abtrieb erzeugt, so dass das nach vorne laufende Rotorblatt bis zum Erreichen der Querachse auf den niedrigsten Punkt der Rotorebene sinkt. Die Rotorebene kippt dadurch nach rechts. Diese Bewegungen werden durch das Schlaggelenk bzw. die Elastizität des Rotorblattes begrenzt.
Mittlerweile hat die Taumelscheibe die Rotorblätter, die jetzt auf der Querachse liegen, so angesteuert, dass sie sich kurzzeitig in Nullstellung befinden. Das weiter nach hinten laufende Rotorblatt (hellgrün) wird mit immer weniger Anstellwinkel so angesteuert, dass es kurz nach Passieren der Längsachse den maximal erforderlichen negativen Anstellwinkel erreicht, während das nach vorne laufende Rotorblatt (hellblau) so angesteuert wird, dass es kurz nach Passieren der Längsachse den maximal erforderlichen positiven Anstellwinkel erreicht. Dieses wiederholt sich zyklisch bei jedem Rotorblattumlauf. Schließlich folgt die Hubschrauberzelle der Bewegung der Rotorebene, und der Hubschrauber fliegt seitlich nach rechts.

## Weiterentwicklung

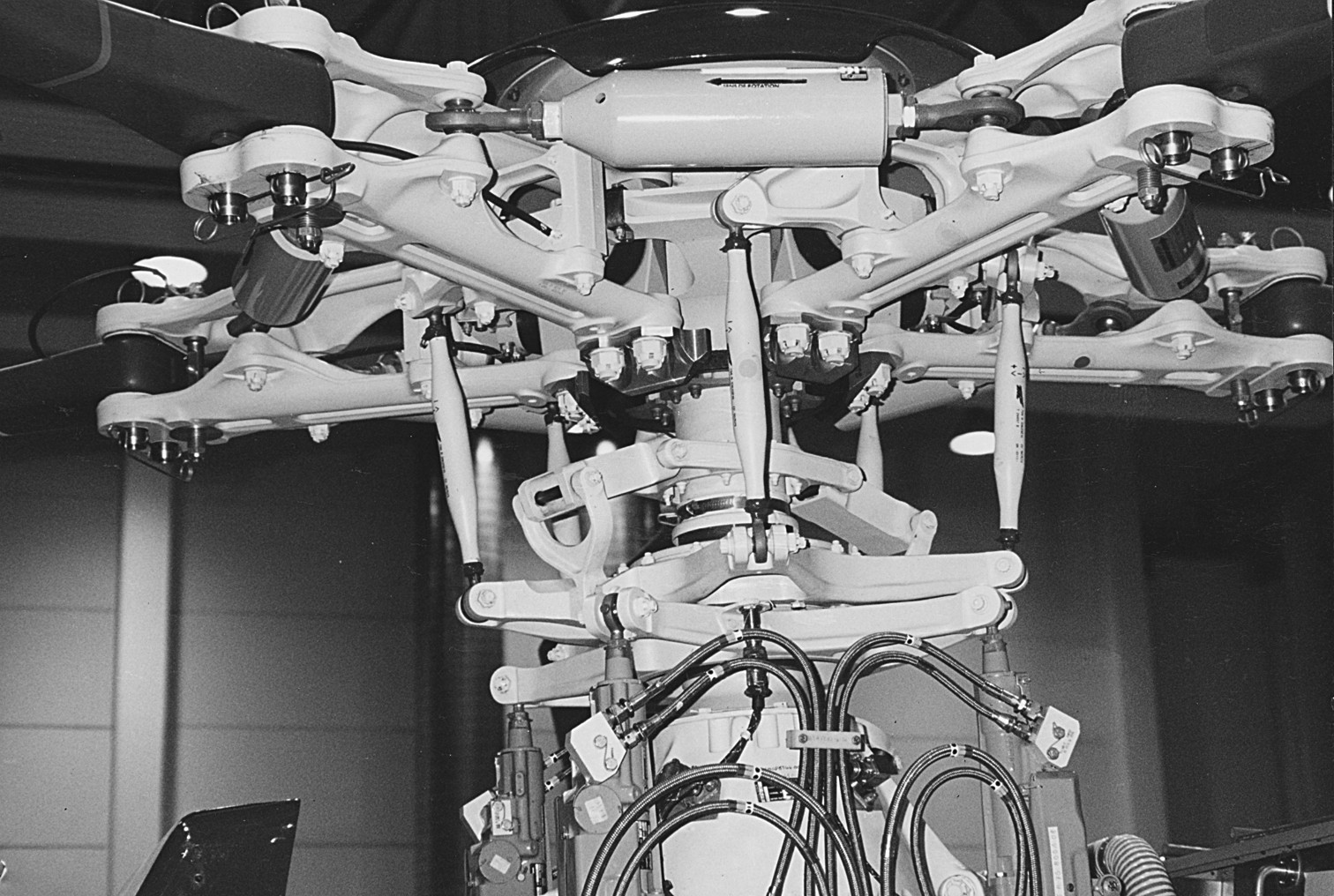
Hauptrotorkopf eines Eurocopter EC 155

Die dargestellte Konstruktion der Taumelscheibe Bo 105 stammt aus dem Jahr 1964. Im Prinzip hat sich auch beim heutigen Stand der Technik nichts Wesentliches geändert, wie das Bild am Beispiel EC 155 zeigt. Die Mischung der kollektiven und zyklischen Steuerung erfolgt hier lediglich an anderer Stelle des Steuergestänges und nicht wie bei Bo 105 durch die Differenzialhebel direkt an der Schiebehülse.
Es sind drei Entwicklungstendenzen zu verzeichnen:

### Fly-by-wire-Technik
Fly-by-wire bedeutet das elektronische Steuern über Datenleitungen ohne mechanische Verbindungen wie Steuerstangen und damit auch ohne mechanische Verbindung zur Taumelscheibe. Diese wird durch sogenannte Aktoren (elektrische oder hydraulische Stellglieder, z. B. Elektromotoren) entsprechend den vom Piloten ausgelösten Steuersignalen bewegt (z. B. Sikorsky CH-53K). Auch die Fly-by-light-Technik wird auf ihre Verwendungsfähigkeit getestet.

### Aerodynamische Optimierung
Aus aerodynamischen Gründen (Lärmverminderung, Reduzierung der Antriebsleistung, Geschwindigkeitserhöhung) ist es zweckmäßig, jedes einzelne Rotorblatt individuell zu verstellen (sowohl bei der kollektiven als auch bei der zyklischen Verstellung). Die Anstellwinkel der Blätter unterscheiden sich dabei um einen bestimmten Betrag bzw. werden mit unterschiedlichen Verstellfrequenzen angesteuert. So ist es z. B. möglich, dass die Rotorblätter nicht in die Luftwirbel der Blattspitzen ihrer jeweiligen Vorläufer geraten, wodurch eine Lärmreduzierung erreicht wird.
Methoden:
 * IBC (Individual Blade Control)
Z. B. hat der Hersteller ZF elektrisch längsverstellbare Blattverstellstangen (Verbindung zwischen Taumelscheibe und Rotorblatt) entwickelt, die sich während des Umlaufs auf elektronische Signale hin verkürzen oder verlängern und so das individuelle Einstellen der Rotorblätter vornehmen.
* Verwendung von zwei oder mehr Taumelscheiben 
Hierbei werden keine längsveränderlichen Blattverstellstangen benötigt, sondern es können die hergebrachten starren Stangen angewendet werden. Die Taumelscheiben werden mit Aktoren bewegt.

### Ersatz der Taumelscheibe durch andere Verstellmethoden
Eine weitere Möglichkeit besteht in der Verwendung von Elektromagneten, andere Konzepte verwenden Hydraulikaktoren. Auch Piezoaktoren werden in Erwägung gezogen.

## Alternative Konzepte anstelle einer Taumelscheibe

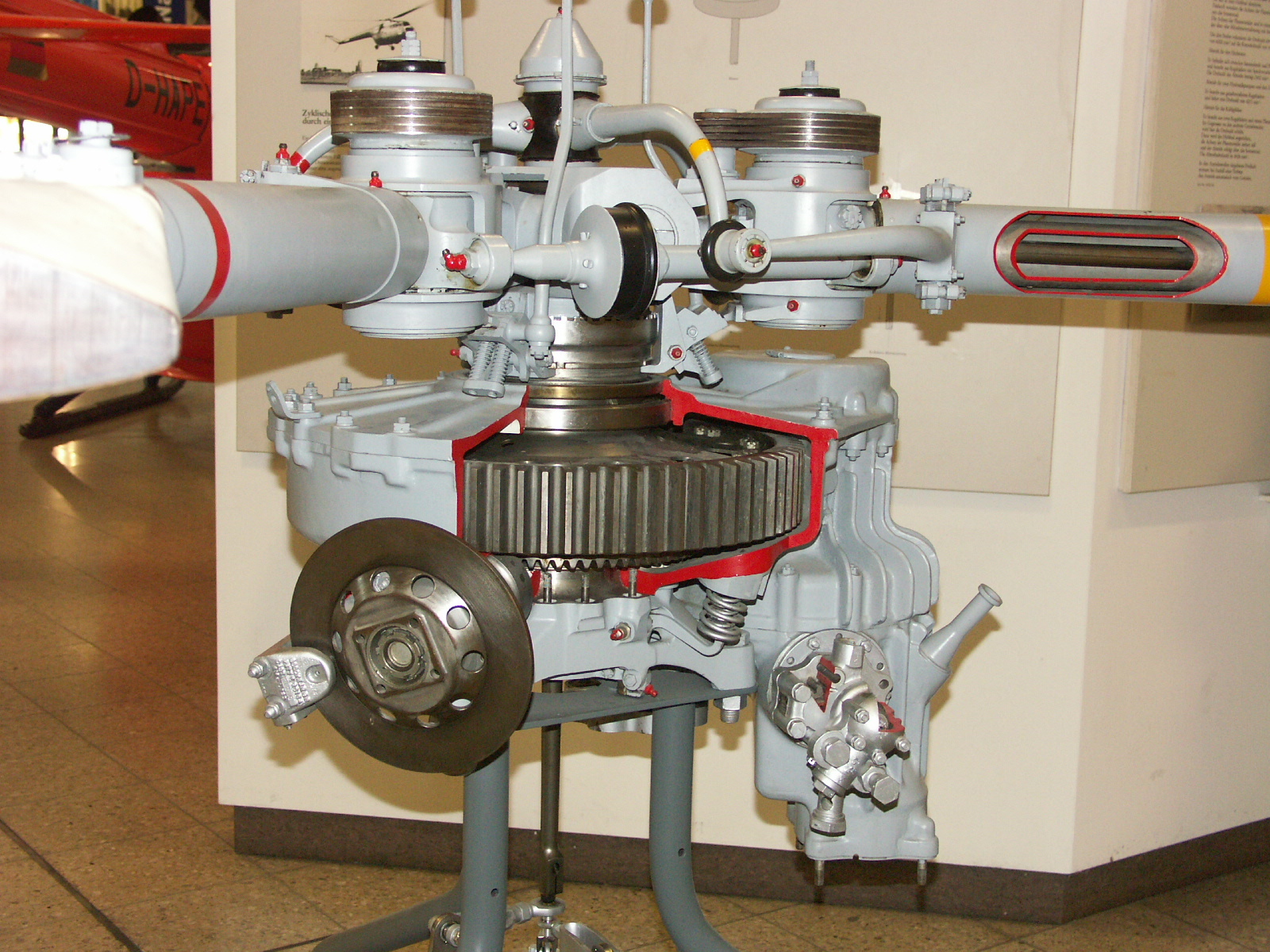
Hauptgetriebe und Rotorkopf einer Sycamore, oben die „Steuerspinne“, am unteren Bildrand sieht man die mit der Spinne verbundene Steuerstange herausragen

Bereits in den 1930er Jahren wurden alternative Konzepte entwickelt, auf denen einige moderne Konstruktionen beruhen. Zum Beispiel kam bei den britischen Westland- bzw. Bristol-Konstruktionen wie der Sycamore ein System mit einer innerhalb der hohlen Rotorwelle in einer Kugelpfanne gelagerten Stange zur Verwendung, die über eine oberhalb der Blatthalter liegende Gestänge-„Spinne“ ihre Auslenkung oder Verschiebung auf die Blattverstellhebel überträgt. Beim Westland Lynx gibt es ein ähnliches, taumelscheibenloses System, jedoch sitzt die Spinne tiefer und lenkt durch ausgesparte Fenster im Rotormast die Blätter von unten an.